# Nanocambridgea grandis
Nanocambridgea grandis är en spindelart som beskrevs av A. David Blest och Vink 2000. Nanocambridgea grandis ingår i släktet Nanocambridgea och familjen Stiphidiidae. Inga underarter finns listade i Catalogue of Life.